# Orestes Fiandra
Orestes Fiandra (4 de agosto de 1921, Montevideo - 22 de abril de 2011, Montevideo), fue un docente e investigador en el área de la medicina y cardiología en Uruguay.
En 1960 implantó un marcapasos provisto por Rune Elmqvist del Instituto Karolinska de Suecia, siendo esta la primera implantación exitosa en América, y ubicando a Uruguay como segundo país a nivel mundial en realizar esta práctica.
En 1969 fundó el Centro de Construcción de Cardioestimuladores.
En 2012 la Agencia Nacional de Investigación e Innovación (ANII) de Uruguay, creó un fondo dirigido a la promoción de la innovación empresarial, con el fin de incentivar el desarrollo de empresas intensivas en conocimiento, que lleva su nombre.

## Biografía
El Dr. Fiandra se graduó como médico cardiólogo en la Facultad de Medicina de la Universidad de la República,
En 1954 realizó una residencia en el Hospital del Instituto Karolinska, en Suecia. Durante esa estancia en Estocolmo se vinculó con Rune Elmqvist  y su equipo, que trabajaban en la fabricación de un marcapasos implantable. 
De retorno en Uruguay, desarrolló una intensa actividad docente, asistencial y de investigación. 
El 3 de febrero de 1960, en conjunto con el cirujano Roberto Rubio implantó exitosamente el marcapasos construido por el equipo de Rune Elmqvist. El implante se le realizó a una joven paciente que padecía de bloqueo aurículo-ventricular y sufría de reiterados y severos paros cardíacos. El procedimiento, que se realizó en el Sanatorio CASMU 1 de Montevideo, fue el primero de su tipo en América.
Fue uno de los fundadores del Instituto Nacional de Cirugía Cardíaca (1965) que hoy lleva su nombre.
En 1969 fundó el Centro de Construcción de Cardioestimuladores, que fabricó marcapasos hasta el año 2010.
Se desempeñó como profesor titular (Grado 5) de Cardiología en la Facultad de Medicina de la Universidad de la República, Uruguay, y director del Departamento de Cardiología del Hospital de Clínicas de Montevideo.
Fue académico titular de la Academia Nacional de Medicina (Uruguay), miembro de la New York Academy of Sciences (EUA), presidente del Instituto Nacional de Cirugía Cardíaca (Uruguay) y presidente de la Comisión Honoraria para la Salud Cardiovascular (Uruguay).
Cuenta con más de 180 trabajos científicos y cinco libros de medicina. 
Registró tres patentes: "Electrodo de autofijación”, "Electrodo para estimulación eléctrica de tejidos vivos" y “Corazón artificial implantable".

## Publicaciones
- “Marcapasos cardíacos”, Fiandra O.  Ed. Estudios Gráficos de CBA srl. Montevideo, 1971.
- “Electrocardiografía”, Fiandra O. Ed. Oficina del Libro - AEM. Montevideo, 1972.
- “Marcapasos Cardíacos”, Fiandra O., Espasandín W., Fiandra H.A., Erramún B., Fiandra D.O., Fernández Barbieri F., Fernández Banizi P., Greatbatch W., Barreraas F., Feldman S., Yahini J., Neufeld H., Suárez Antola R. Ed. Departamento de Cardiología del Hospital de Clínicas e Instituto Nacional de Cirugía Cardíaca. Montevideo, 1975.
- “El electrocardiograma en la cardiopatía isquémica aguda”, Fiandra, O., Espasandín, W., Fiandra, H.A., Mussetti, J., Finadra, D., Firstz, A., Pardiñas, C. Ed. AEM Montevideo, 2007.
- “Electrocardiografía 2ed.”, imprenta AEM, editado a solicitud de los estudiantes de medicina, 2010.[2]